# キーウ地下鉄スィレーツィコ・ペチェールスィカ線
スィレーツィコ・ペチェールスィカ線（3号線）は、ウクライナ・キーウ地下鉄の鉄道路線の一つ。キーウ市北西部のスィレツィ駅から、キーウ市旧市街をほぼ南北に縦断し、ドニプロー川を渡り南東部郊外にあるチェルヴォヌィイ・フーティル駅に至る。

## 沿革
- 1989年12月31日 - 黄金の門駅 - クローウスィカ駅開業。
- 1991年12月30日 - クローウスィカ駅 - ヴィードゥブィチ駅開業。
- 1992年12月30日 - ヴィードゥブィチ駅 - オソコルキ駅開業。
- 1994年12月28日 - オソコルキ駅 - ハルキウスィカ駅開業。
- 1996年12月30日 - ルキヤニーウスィカ駅 - 黄金の門駅開業。
- 1997年12月27日 - ペチェールスィカ駅開業。
- 2000年3月3日 - ドロホジチ駅 - ルキヤニーウスィカ駅開業。
- 2004年10月14日 - スィレツィ駅 - ドロホジチ駅開業。
- 2005年8月23日 - ハルキウスィカ駅 - ボルィースピリスィカ駅開業。
- 2006年3月4日 - ヴィルリツァ駅開業。
- 2008年5月23日 - ボルィースピリスィカ駅 - チェルヴォヌィイ・フーティル駅開業

## 駅一覧
| 日本語駅名                     | ウクライナ語駅名 | 営業キロ | 接続路線、備考                                                                                   |
| ------------------------------ | ---------------- | -------- | ------------------------------------------------------------------------------------------------ |
| スィレツィ駅                   | Сирець           | 0.0      | ウクライナ鉄道                                                                                   |
| ドロホジチ駅                   | Дорогожичі       |          |                                                                                                  |
| ルキヤニーウスィカ駅           | Лук'янівська     |          |                                                                                                  |
| 黄金の門駅                     | Золоті ворота    |          | 地下鉄：■1号線（テアトラーリナ駅）                                                               |
| スポーツ宮殿駅                 | Палац спорту     |          | 地下鉄：■2号線（プローシュチャ・リヴァー・トルストーホ駅）                                       |
| クローウスィカ駅               | Кловська         |          |                                                                                                  |
| ペチェールスィカ駅             | Печерська        |          |                                                                                                  |
| ズヴェリネツカヤ駅             | Зверинецкая      |          |                                                                                                  |
| ヴィードゥブィチ駅             | Видубичі         |          | ウクライナ鉄道                                                                                   |
| スラーヴティチュ駅             | Славутич         |          |                                                                                                  |
| オソコルキ駅                   | Осокорки         |          |                                                                                                  |
| ポズニャクィ駅                 | Позняки          |          |                                                                                                  |
| ハルキウスィカ駅               | Харківська       |          |                                                                                                  |
| ヴィルリツァ駅                 | Вирлиця          |          |                                                                                                  |
| ボルィースピリスィカ駅         | Бориспільська    |          | ボルィースピリ国際空港前駅という意味ではなく、ボルィースピリ市に因んでつけられている名称である。 |
| チェルヴォヌィイ・フーティル駅 | Червоний хутір   | 23.86    |                                                                                                  |